# Bindenreiher
Der Bindenreiher (Zonerodius heliosylus) ist eine Art der Reiher und der einzige rezente Vertreter der Gattung Zonerodius. Die Art kommt ausschließlich auf Neuguinea und den Aru-Inseln vor. Wie für Tigerreiher charakteristisch, handelt es sich um eine Art, die an ein Leben im Wald angepasst ist. Es ist eine bislang nur sehr wenig erforschte Art.

## Erscheinungsbild
Der Bindenreiher erreicht eine Körpergröße von 70 Zentimetern. Er ist braun und braungelb gestreift. Auffallend sind die dichten Querstreifen an Hals und Nacken, die für die Unterfamilie der Tigerreiher charakteristisch sind. Der Oberkopf ist schwarz. Der Schnabel ist mit 9 Zentimetern verhältnismäßig lang: keine Art der Tigerreiher weist einen längeren Schnabel auf. Die Iris sind gelb, das Kinn ist cremeweiß. Rücken und Flügeldecken sind dunkelbraun mit einer feinen braungelben Streifenzeichnung. Der Rumpf und der hintere Rücken sind weißlich, wobei die einzelnen Federn gräuliche Spitzen aufweisen. Die Körperunterseite ist cremefarben bis weißlich. Die verlängerten Federn der Vorderbrust fallen bis über den Bauch und bilden so eine Federschürze. Die Beine sind zitronengelb.

## Verbreitungsgebiet und Lebensweise

Verbreitungsgebiet

Der Bindenreiher kommt auf Neuguinea und den Aru-Inseln vor der Westküste von Neuguinea vor. Er ist ein Standvogel, der überwiegend in Regenwäldern der Tiefebene lebt, doch liegen auch vereinzelte Beobachtungen aus Höhenlagen von bis zu 1.450 Metern über NN vor. Sein Nahrungsspektrum umfasst Krebse, andere Krustentiere und Wasserkäfer sowie kleine Fische, Eidechsen und Schlangen. Die Fortpflanzungszeit hängt vom Einsetzen der Regenzeit ab. Über die Brutbiologie ist bislang nichts bekannt.

## Systematik
Der Bindenreiher wurde 1828 durch die französischen Naturforscher René Primevère Lesson und Prosper Garnot unter der Bezeichnung Ardea heliosyla erstmals wissenschaftlich beschrieben. Die Gattung Zonerodius wurde 1882 durch den italienischen Naturforscher Tommaso Salvadori eingeführt. Innerhalb der Familie der Reiher wurde der Bindenreiher der Unterfamilie der Tigerreiher (Tigrisomatinae) zugeordnet. Nach einer im Januar 2023 veröffentlichten, auf DNA-Vergleichen beruhenden Untersuchung ist der Bindenreiher die Schwestergruppe der Schopfreiher (Ardeola) oder gehört in diese Gattung, was wiederum bedeutet, dass er zur Unterfamilie der Ardeinae gehört.

## Belege

### Einzelbelege
1. ↑   Kushlan et al., S. 353
2. ↑   Kushlan et al., S. 352
3. ↑   Kushlan et al., S. 353
4. ↑  Jack P. Hruska, Jesse Holmes, Carl Oliveros, Subir Shakya, Philip Lavretsky, Kevin G. McCracken, Frederick H. Sheldon, Robert G. Moyle: Ultraconserved elements resolve the phylogeny and corroborate patterns of molecular rate variation in herons (Aves: Ardeidae). Ornithology, Januar 2023, doi: 10.1093/ornithology/ukad005